# آرتاشس ماتئوسیان (پرورش‌دهنده گیاه)

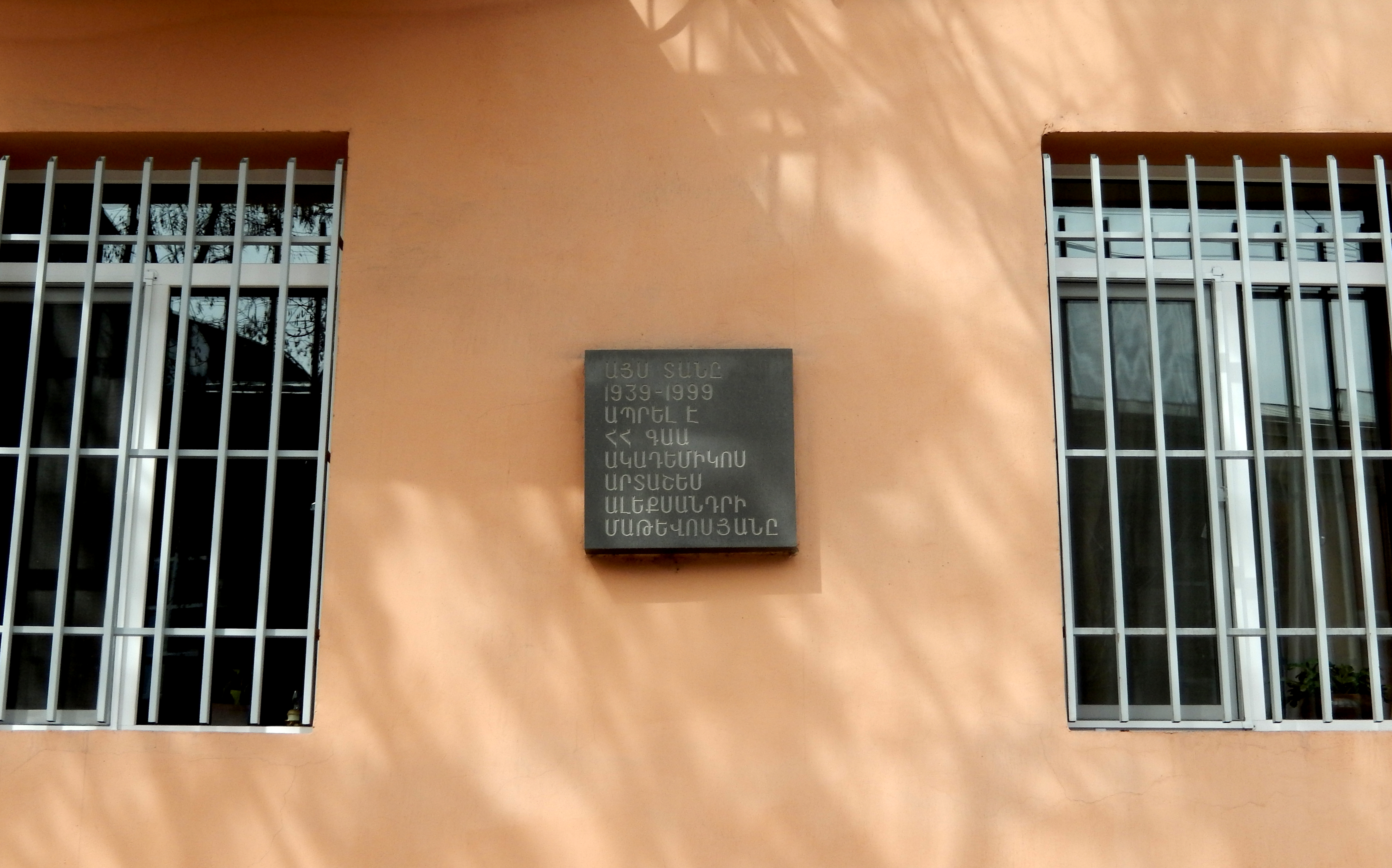

آرتاشس آلکساندری ماتئوسیان (ارمنی: Արտաշես Ալեքսանդրի Մաթևոսյան؛  زادهٔ ۹ مارس ۱۹۰۴ - درگذشته ۱۳ دسامبر ۱۹۹۹) یک برزشناس و استاد اهل ارمنستان بود.

## زندگی‌نامه
در ۲۲ مارس [سبک قدیمی: ۹ مارس] ۱۹۰۴ در کارچوان به دنیا آمد و از دانشگاه ملی علوم کشاورزی ارمنستان (۱۹۳۱) فارغ‌التحصیل شد. وی در دانشگاه ملی علوم کشاورزی ارمنستان فعالیت می‌کرد. وی عضو فرهنگستان ملی علوم ارمنستان بود. وی همچنین برنده دانشمند شایسته ارمنستان شوروی نشان لنین نشان برجسته افتخار شده است. وی در ۱۳ دسامبر ۱۹۹۹ در سن ۹۵ سالگی در ایروان درگذشت.

## یادداشت
1. ↑  գյուղատնտեսական գիտությունների դոկտոր